# Krajná Poľana
Krajná Poľana este o comună slovacă, aflată în districtul Svidník din regiunea Prešov. Localitatea se află la altitudinea de 326 m deasupra n.m., se întinde pe o suprafață de 2,94 km2 și în 2017 număra 210 locuitori.

## Istoric
Localitatea Krajná Poľana este atestată documentar din 1599.

## Demografie
| An:                | 1994 | 2004    | 2014   | 2024   |
| ------------------ | ---- | ------- | ------ | ------ |
| Număr de persoane: | 245  | 214     | 212    | 227    |
| Diferență:         |      | −12,65% | −0,93% | +7,07% |

| An:                | 2023 | 2024 |
| ------------------ | ---- | ---- |
| Număr de persoane: | 227  | 227  |
| Diferență:         |      | +0%  |